# Claas Lexion
Claas Lexion — серия комбайнов, которые производятся компанией Claas в Харзевинкеле . Американская версия Lexion была выпущена Claas Omaha Inc. в США.

## История
В 1995 году впервые выпущены крупные комбайны Claas Lexion. Комбайны производительностью 40 тонн зерна в час были в то время самыми мощными комбайнами в мире. Lexion 480 имел ту же систему APS (но с молотильным барабаном диаметром 0,6 м вместо 0,45 м и шириной 1,7 м вместо 1,58 м), в котором ускорительный барабан перед молотильным барабаном подобен тому, что на Claas Mega. Вместо соломотряса были установлены два разделительных ротора. В результате устройство работало плавно, а пропускная способность была намного выше, чем в обычной машине типа ходунков.
С 1999 года Claas работал с американским производителем сельскохозяйственной и строительной техники Caterpillar и продавался в Северной Америке под маркой Lexion CAT. В 2002 году Claas приобрел более 50 % совместного предприятия с Caterpillar и стал комбайном в США. Производимый там комбайн все ещё продавался в Северной Америке под названием CAT Caterpillar Lexion о дилерской сети.
Американское предприятие открылось в 2001 году как совместное предприятие с Caterpillar Inc., и комбайны первоначально продавались как комбайны Caterpillar с моделью Lexion. Компания продолжает расти благодаря поддержке специальной производственной и инженерной команды, которая постоянно разрабатывает новые технологии для удовлетворения потребностей североамериканского рынка.

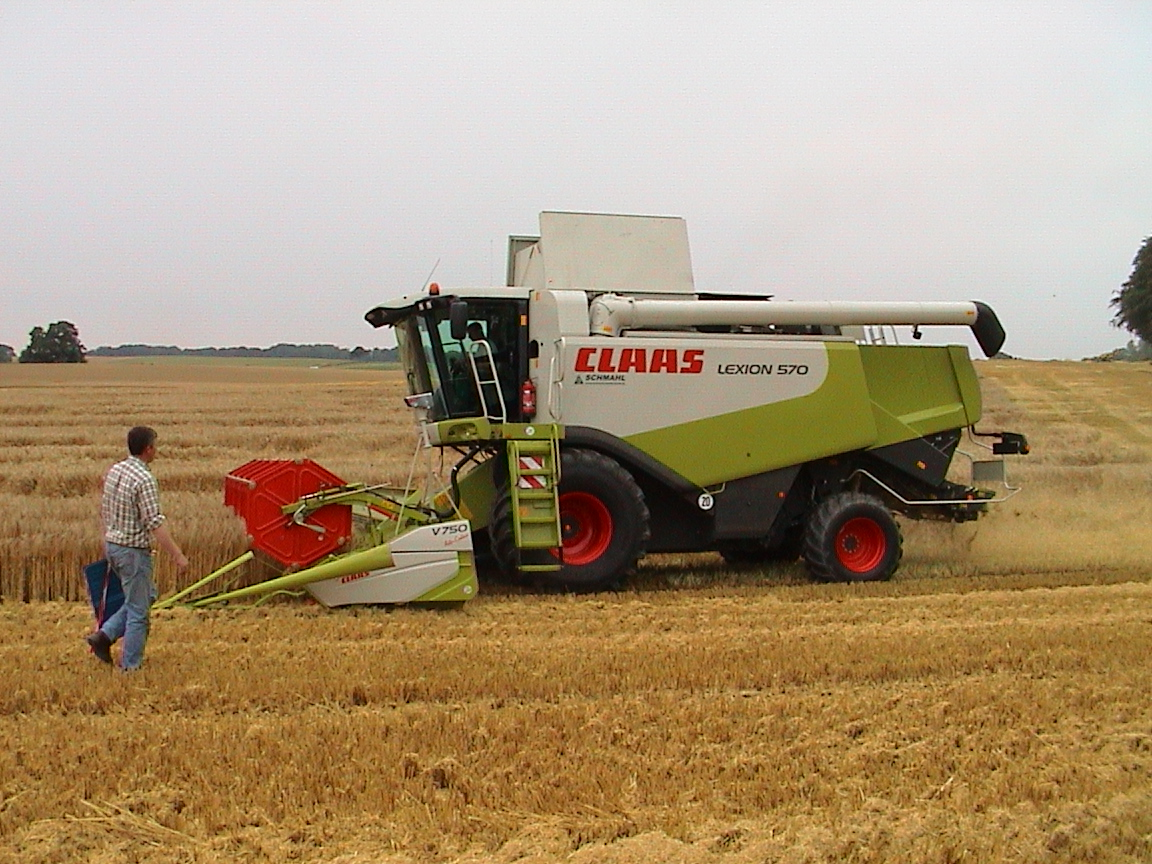
Claas Lexion-570-2-

К 11 февраля 2003 года в Харзевинкеле было произведено 400 000 комбайнов. Лексион получил в соответствии с первым построенным Claas Combine серебряным покрытием. В 2005 году на выставке Agritechnica был представлен Lexion 600 с шириной резания до 12 м, емкостью зернового бункера 12 000 литров и производительностью до 60 тонн в час. Это снова был самый мощный комбайн в мире. В 2010 году Claas наконец-то представил серию Lexion 600, а 700-й в 2013 году Claas представил новые стандарты выбросов для новых серий Lexion 600 и 700 Tier 4.
Бренд LEXION широко известен как один из крупнейших и самых надежных комбайнов в мире, демонстрируемый на телевизионных шоу, таких как Modern Marvels.

## Путаница
Это может сбивать с толку, поскольку комбайны Lexion ранее частично принадлежали Caterpillar, и они использовали двигатели Cat. Комбайны марки Challenger от AGCO используют одинаковые цветовые решения. Торговая марка Challenger используется по лицензии Caterpillar, поскольку AGCO приобрела у них тракторную компанию. Два очень разных сочетания, похожие цвета и корни.

## Модели
| Серия 400 (Пр. 1996—2003)                                 | Молотилка                    | Захват в метрах | Мощность двигателя в кВт(л. с.)(ECE R 120) | Максимальная мощность в кВт(л. с.)(ECE R 120)  | Вместимость зернового бункера в литрах |
| --------------------------------------------------------- | ---------------------------- | --------------- | ------------------------------------------ | ---------------------------------------------- | -------------------------------------- |
| LEXION 405                                                | APS + 5-клавишный соломотряс | 4,50 — 5,40     | 120 (170)                                  |                                                | 5500                                   |
| LEXION 410                                                | APS + 5-клавишный соломотряс | 4,50 — 5,40     | 147 (200)                                  |                                                | 6300                                   |
| LEXION 415                                                | APS + 5-клавишный соломотряс | 4,50 — 5,40     |                                            |                                                | 6500                                   |
| LEXION 420                                                | APS + 5-клавишный соломотряс | 4,50 — 6,00     | 161 (220)                                  |                                                | 7300                                   |
| LEXION 430 / 430 Montana                                  | APS + 5-клавишный соломотряс | 5,40 — 6,00     | 176 (240)                                  |                                                | 7800                                   |
| LEXION 440                                                | APS + 6-клавишный соломотряс | 5,40 — 6,60     | 184 (250)                                  |                                                | 8100                                   |
| LEXION 450                                                | APS + 6-клавишный соломотряс | 5,40 — 6,60     | 205 (275)                                  |                                                | 8600                                   |
| LEXION 460 / 460 Terra Trac *                             | APS + 6-клавишный соломотряс | 6,00 — 7,50     | 220 (300)                                  |                                                | 9600                                   |
| LEXION 470 / 470 Montana                                  | APS + 2 Ротора HYBRID        | 6,00 — 7,50     |                                            |                                                | 9600                                   |
| LEXION 480 / 480 Terra Trac *                             | APS + 2 Ротора HYBRID        | 6,60 — 9,00     | 294 (400)                                  | 305 (415)                                      | 10500                                  |
| Серия 500 (Пр. 2003—2010)                                 | Молотилка                    | Захват в метрах | Мощность двигателя в кВт(PS)(ECE R 120)    | Максимальная мощность в кВт(PS)(ECE R 120)     | Вместимость зернового бункера в литрах |
| LEXION 510                                                | APS + 5-клавишный соломотряс | 5,40 — 6,00     | 173 (235)                                  |                                                | 7300                                   |
| LEXION 520                                                | APS + 5-клавишный соломотряс | 5,40 — 6,60     | 203 (276)                                  |                                                | 7800                                   |
| LEXION 530 / 530 Montana                                  | APS + 5-клавишный соломотряс | 5,40 — 6,60     | 260 (353)                                  |                                                | 8600                                   |
| LEXION 540C / 540                                         | APS + 6-клавишный соломотряс | 5,40 — 7,50     | 203 (276) / 230 (313)                      |                                                | 8100 / 8600                            |
| LEXION 550 / 550 Montana                                  | APS + 6-клавишный соломотряс | 6,00 — 7,50     | 258 (351)                                  |                                                | 9600                                   |
| LEXION 560 / 560 Montana / 560 Terra Trac *               | APS + 6-клавишный соломотряс | 6,60 — 9,00     | 283 (385)                                  |                                                | 10500                                  |
| LEXION 570C / 570 / 570 Montana / 570 Terra Trac *        | APS + 2 Ротора HYBRID        | 6,60 — 9,00     | 282 (385) / 313 (425)                      | 305 (415) / 334 (455)                          | 9600 / 10500                           |
| LEXION 580 / 580 Terra Trac *                             | APS + 2 Ротора HYBRID        | 7,50 bis 10,50  | 340 (462)                                  | 380 (517)                                      | 10500                                  |
| LEXION 600 / 600 Terra Trac *                             | APS + 2 Ротора HYBRID        | 7,50 — 12,00    | 390 (530)                                  | 431 (586)                                      | 12000                                  |
| Серия 600/700 (Пр. 2010—2012)                             | Молотилка                    | Захват в метрах | Мощность двигателя в кВт(л. с.)(ECE R 120) | Максимальная мощность в кВт(л. с.)(ECE R 120)  | Вместимость зернового бункера в литрах |
| LEXION 620                                                | APS + 5-клавишный соломотряс | 5,40 — 6,60     | 205 (279)                                  | 205 (279)                                      | 7800 / 8600                            |
| LEXION 630 / 630 Montana                                  | APS + 5-клавишный соломотряс | 5,40 — 6,60     | 230 (313)                                  | 249 (339)                                      | 8600                                   |
| LEXION 640                                                | APS + 6-клавишный соломотряс | 6,00 — 7,50     | 205 (279)                                  | 205 (279)                                      | 8100 / 8600                            |
| LEXION 650                                                | APS + 6-клавишный соломотряс | 6,00 — 7,50     | 230 (313)                                  | 249 (339)                                      | 9600                                   |
| LEXION 660                                                | APS + 6-клавишный соломотряс | 6,60 — 7,50     | 261 (355)                                  | 278 (378)                                      | 10500                                  |
| LEXION 670 / 670 Montana / 670 Terra Trac *               | APS + 6-клавишный соломотряс | 6,60 — 9,00     | 287 (390)                                  | 317 (431)                                      | 10500                                  |
| LEXION 740                                                | APS + 2 Ротора HYBRID        | 6,60 — 7,50     | 287 (390)                                  | 317 (431)                                      | 9600                                   |
| LEXION 750 / 750 Montana / 750 Terra Trac *               | APS + 2 Ротора HYBRID        | 7,50 — 9,00     | 317 (431)                                  | 343 (466)                                      | 9600 (Montana) / 10500                 |
| LEXION 760 / 760 Terra Trac *                             | APS + 2 Ротора HYBRID        | 9,00 — 10,50    | 350 (476)                                  | 390 (530)                                      | 10500                                  |
| LEXION 770 / 770 Terra Trac *                             | APS + 2 Ротора HYBRID        | 9,00 — 12,00    | 390 (530)                                  | 431 (586)                                      | 12000                                  |
| Серия 600/700 Abgasnorm Tier 4 (Пр. 2013-настоящее время) | Молотилка                    | Захват в метрах | Мощность двигателя в кВт(л. с.)(ECE R 120) | Максимальная мощность в кВт (л. с.)(ECE R 120) | Вместимость зернового бункера          |
| LEXION 620                                                | APS + 5-клавишный соломотряс | 5,40 — 6,60     | 224 (305)                                  | 224 (305)                                      | 8000 / 9000 опционально                |
| LEXION 630 / 630 Montana                                  | APS + 5-клавишный соломотряс | 5,40 — 6,60     | 239 (325)                                  | 264 (359)                                      | 9000                                   |
| LEXION 650                                                | APS + 6-клавишный соломотряс | 6,00 — 7,50     | 239 (325)                                  | 264 (359)                                      | 9000 / 10000 опционально               |
| LEXION 660                                                | APS + 6-клавишный соломотряс | 6,60 — 7,50     | 269 (366)                                  | 294 (400)                                      | 10000 / 11000 опционально              |
| LEXION 670 / 670 Montana / 670 Terra Trac *               | APS + 6-клавишный соломотряс | 6,60 — 9,00     | 305 (415)                                  | 330 (449)                                      | 10000(Montana) / 11000                 |
| LEXION 750 / 750 Terra Trac *                             | APS + 2 Ротора HYBRID        | 7,50 — 9,00     | 305 (415)                                  | 330 (449)                                      | 10000                                  |
| LEXION 760 / 760 Montana / 760 Terra Trac *               | APS + 2 Ротора HYBRID        | 9,00 — 10,50    | 330 (449)                                  | 360 (490)                                      | 10000(Montana) / 11000                 |
| LEXION 770 / 770 Terra Trac *                             | APS + 2 Ротора HYBRID        | 9,00 — 12,00    | 370 (503)                                  | 405 (551)                                      | 11500 / 12500 опционально              |
| LEXION 780/780 Terra Trac *                               | APS + 2 Ротора HYBRID        | 10,50 — 12,00   | 405 (551)                                  | 440 (598)                                      | 12500                                  |